# Xenoschesis limata
Xenoschesis limata är en stekelart som först beskrevs av Cresson 1864.  Xenoschesis limata ingår i släktet Xenoschesis och familjen brokparasitsteklar. Inga underarter finns listade i Catalogue of Life.